# Katrina Kaif
Katrina Kaif, född Katrina Turquotte den 16 juli 1983 i Hongkong, är en brittisk-indisk skådespelare och tidigare modell med brittiskt medborgarskap. Hon gör mest filmer på hindi, men även på telugu och malayalam.

## Filmografi
| År   | Film                       | Roll                        | Kommentar                                      |
| ---- | -------------------------- | --------------------------- | ---------------------------------------------- |
| 2003 | Boom                       | Rina Kaif/Popdi Chinchpokli |                                                |
| 2004 | Malliswari                 | Princess Malliswari         | På Telugu                                      |
| 2005 | Sarkar                     | Pooja                       |                                                |
| 2005 | Maine Pyaar Kyun Kiya      | Sonia                       |                                                |
| 2005 | Allari Pidugu              | Shwetha                     | På Telugu                                      |
| 2006 | Hum Ko Deewana Kar Gaye    | Jia A. Yashvardhan          |                                                |
| 2006 | Balram vs. Taradas         | Supriya                     | På Malayalam                                   |
| 2007 | Namastey London            | Jasmeet "Jazz" Malhotra     |                                                |
| 2007 | Apne                       | Nandini Sarabhai            |                                                |
| 2007 | Partner                    | Priya Jaisingh              |                                                |
| 2007 | Welcome                    | Sanjana Shetty              |                                                |
| 2008 | Race                       | Sophia                      |                                                |
| 2008 | Singh Is Kinng             | Sonia Singh                 |                                                |
| 2008 | Hello                      | Story-teller                | Cameo                                          |
| 2008 | Yuvvraaj                   | Anushka Banton              |                                                |
| 2009 | New York                   | Maya Shaikh                 | Nominerad till Filmfare Award for Best Actress |
| 2009 | Blue                       | Nikki                       | Cameo                                          |
| 2009 | Ajab Prem Ki Ghazab Kahani | Jennifer "Jenny" Pinto      |                                                |
| 2009 | De Dana Dan                | Anjali Kakkad               |                                                |
| 2010 | Raajneeti                  | Indu Sakseria/Pratap        |                                                |
| 2010 | Tees Maar Khan             | Anya Khan                   |                                                |
| 2011 | Zindagi Na Milegi Dobara   | Laila                       |                                                |
| 2011 | Bodyguard                  | Herself                     | Gästuppträdande i sången Bodyguard             |
| 2011 | Mere Brother Ki Dulhan     | Dimple Dixit                | Nominerad till Filmfare Award for Best Actress |
| 2012 | Agneepath                  | Chikni Chameli              | Gästuppträdande i sången Chikni Chameli        |
| 2012 | Ek Tha Tiger               | Zoya                        |                                                |
| 2012 | Jab Tak Hai Jaan           | Meera Thapar                |                                                |
| 2013 | Main Krishna Hoon          | Radha                       | Cameo                                          |
| 2013 | Bombay Talkies             | Herself                     | Cameo                                          |
| 2013 | Dhoom 3: Back in Action    |                             | Spelas in nu                                   |
| 2014 | Bang Bang                  | Yarina                      | I förproduktion                                |